# Александрополь (Костанайская область)
Александрополь (каз. Александрополь) — село в Фёдоровском районе Костанайской области Казахстана. Входит в состав Фёдоровского сельского округа. Находится примерно в 6 км к северо-западу от районного центра, села Фёдоровка. Код КАТО — 396843200.

## Население
В 1999 году население села составляло 485 человек (230 мужчин и 255 женщин). По данным переписи 2009 года в селе проживал 271 человек (137 мужчин и 134 женщины). По данным переписи 2021 года, в селе проживало 215 человек (114 мужчин и 101 женщина).